# Eminencia eclesiástica
Eminencia es un tratamiento de dignidad que se da a los cardenales de la Iglesia católica (su eminencia reverendísima) y al gran maestre de la orden de Malta (su alteza eminentísima).

## Historia
El título de eminencia no es nuevo y lo dio muchas veces Gregorio el Grande a los obispos de Italia pero no estaba ya en uso cuando en el año 1630 el papa Urbano VIII juzgando que el título de señoría ilustrísima que se daba a los cardenales, no era proporcionado a su dignidad por causa de lo barato que corría entre infinitas personas a quienes se les daba semejante tratamiento, ordenó por una bula, que exceptuando las cabezas coronadas, diesen todas y cualesquiera personas el título de eminencia, a los cardenales, a los tres electores eclesiásticos y al gran maestre de la Orden de Malta, prohibiendo a toda otra persona que usase ni tomase tal título y permitiendo a los hijos de los reyes que continuasen manteniendo el de alteza.